# Scholtambt van Lochem
De Scholtambt van Lochem was van 1233 tot 1795 een bestuurlijk gebied in de Graafschap Zutphen. Het gebied bestond uit de hoofdplaats Lochem en de heerlijkheid Verwolde en hun dorpen en buurtschappen.

## Geschiedenis
Op 9 juli 1233 krijgt Lochem stadsrechten van graaf Otto II van Gelre. In 1294 bleek uit een rekening, dat er een hof van de heren van Zutphen in Lochem was. Uit de pachtopbrengsten is op te maken dat het een grote hof was. Omstreeks deze tijd vielen alle horige goederen van de graaf van Zutphen in de tegenwoordige gemeenten Lochem en Ruurlo onder deze hof. Lochem was als stad in belang gegroeid, omringd door wallen en een van de vijf stemhebbende steden binnen de Staten van het kwartier Zutphen, naast Zutphen, Doetinchem, Doesburg en Groenlo. Omstreeks het jaar 1510 was Verwolde betrokken geraakt in de politieke strijd tussen de hertog van Gelre en de bisschop van Utrecht. Hertog Karel veroverde dat jaar behalve Lochem ook Verwolde. Het huis werd afgebroken en de verdedigingswerken werden ontmanteld. Halverwege de 16e eeuw werd daar weer een nieuw huis gebouwd. Met de komst van de Fransen werden in 1795 alle feodale rechten formeel afgeschaft en werd het gebied opgesplitst in mairies Laren, Lochem en Verwolde
Anholt · Bahr en Lathum · Bergh · Borculo · Bredevoort · Doesburg · Lichtenvoorde · Lochem · Liemers · Groenlo · Wisch · Zutphen (landdrostambt) · Zutphen (scholtambt)